# AT-43
AT-43 är ett figurspel tillverkat av Rackham. Spelet tilldrar sig i en påhittad framtida värld. 
I spelet används plastfigurer som köps färdigmålade, till skillnad från spel där figurerna köps i delar och sedan sätts ihop och målas av spelaren som till exempel Confrontation eller Warhammer.